# Gonatocerus petrarchi
Gonatocerus petrarchi är en stekelart som beskrevs av Girault 1920. Gonatocerus petrarchi ingår i släktet Gonatocerus och familjen dvärgsteklar. Inga underarter finns listade i Catalogue of Life.